# Magnus Bøe
Dans ce nom, le nom de famille précède le nom personnel.
Magnus Bøe, né Kim Magnus (en coréen : 마그너스 김) le 21 juillet 1998 à Pusan, est un fondeur sud-coréen, naturalisé norvégien.

## Biographie

### Origines
Kim Magnus est né à Pusan, en Corée du Sud, d'une mère sud-coréenne et d'un père norvégien et passe sa jeune enfance dans cette ville. Il déménage ensuite en Norvège, à Geilo exactement, où il prend le goût du ski et effectue ses études. En Corée du Sud, il avait déjà essayé et pratiqué de nombreux sports.

### Carrière sportive
Il commence le ski de fond au niveau compétitif en 2011 et court ses premières épreuves norvégiennes junior lors de l'hiver 2011-2012. Il y remporte une course des Championnats junior de Norvège.
Il prend son premier départ en Coupe du monde en décembre 2015 à Lillehammer. Il participe quelques semaines plus tard aux Jeux olympiques de la jeunesse au même lieu, remportant la médaille d'or au cross et au dix kilomètres libre et la médaille d'argent au sprint. Également sélectionné pour les Championnats du monde junior, où il récolte deux médailles d'argent sur le sprint et le dix kilomètres.
Aux Jeux asiatiques d'hiver de 2017, il remporte notamment la médaille d'or au sprint.
En 2017-2018, il prend part à la majeure partie des épreuves de la Coupe du monde, où il marque ses premiers points au sprint classique de Drammen (19e), puis à Falun.
Aux Jeux olympiques d'hiver de 2018, il représente la Corée du Sud, se classant 49e du sprint classique, 45e du quinze kilomètres libre, 47e du cinquante kilomètres classique et 26e du sprint par équipes.
En mai 2018, il adopte la nationalité norvégienne.

## Palmarès

### Jeux olympiques d'hiver
| Épreuve / Édition   | Sprint                           | Sprint    | 15 km | 15 km                            | Skiathlon 2 × 15 km | 50 km | Relais | Relais    |
| Épreuve / Édition   | libre                            | classique | libre | classique                        | Skiathlon 2 × 15 km | 50 km | Sprint | 4 × 10 km |
| JO 2018 Pyeongchang | Épreuve inexistante à cette date | 49e       | 45e   | Épreuve inexistante à cette date | —                   | 47e   | 26e    | —         |

Légende :
- : pas d'épreuve
- — : Non disputée par le fondeur

### Coupe du monde
- Meilleur classement général : 115e en 2018.
- Meilleur résultat individuel : 19e.

#### Classements en Coupe du monde
| Saison / Épreuve | Saison / Épreuve | Général | Général | Distance | Distance | Sprint | Sprint |
| ---------------- | ---------------- | ------- | ------- | -------- | -------- | ------ | ------ |
| Saison / Épreuve | Saison / Épreuve | Class.  | Points  | Class.   | Points   | Class. | Points |
| 2018             | 2018             | 115e    | 16      | -        | -        | 61e    | 16     |

### Jeux asiatiques
- Médaille d'or du sprint classique en 2017.
- Médaille d'argent du quinze kilomètres classique en 2017.
- Médaille de bronze du relais en 2017.

### Championnats du monde junior
- Rasnov 2016 :
  -  Médaille d'argent du sprint libre.
  -  Médaille d'argent du dix kilomètres classique.

### Jeux olympiques de la jeunesse
- Lillehammer 2016 :
  -  Médaille d'or du cross.
  -  Médaille d'or du dix kilomètres libre.
  -  Médaille d'argent du sprint.